# پاپرات
پاپرات (به بلغاری: Paprat) یک منطقهٔ مسکونی در بلغارستان است که در شهرستان ژبل واقع شده‌است.